# Gnafron
Gnafron est une marionnette à gaine lyonnaise, compagnon de Guignol. Dans certaines pièces du répertoire classique, il est le père de Madelon. Savetier amateur de beaujolais, il est traditionnellement représenté avec la barbe de plusieurs jours, le nez et les pommettes rouges, la bouche presqu'édentée, portant un galurin de travers, un foulard en guise de cravate ou un nœud papillon à carreaux ou à pois, un chapeau ou une casquette et le tablier de cuir du savetier. Philosophe dont les propos sont toujours pleins de bon sens, il tempère l'ardeur de Guignol mais aime bien faire la fête avec lui.

## Origine
Gnafron est le premier personnage créé par le Lyonnais Laurent Mourguet et, selon la tradition, le 22 novembre 1804, mais plus probablement mis au point entre 1804 et 1808.
Au début du XIXe siècle, la soierie lyonnaise est en crise. Ancien canut au chômage, Laurent Mourguet devient un temps colporteur, puis arracheur de dents en 1797. Il attire ses clients avec Polichinelle, Colombine et Arlequin en improvisant des saynètes avec ces marionnettes animées. Cela lui permet également d'éviter à ses futurs clients la peur causée par les cris des patients.
Encouragé par le succès, il abandonne son davier (pince-tenaille des arracheurs de dents et, plus tard, des dentistes) et se lance dans une carrière de marionnettiste, en compagnie de Grégoire Lambert Ladret (dit le Père Thomas), lui-même cordonnier, amuseur public et joueur de violon, ce dernier ayant exercé à  Paris avec des gaines, technique plus simple que celles à fils et qu'adopte rapidement Mourguet. Lorsqu’une querelle sépare les deux acolytes, Laurent Mourguet décide de remplacer Polichinelle par un authentique canut, la marionnette Gnafron, le cordonnier-savetier (gnafre en lyonnais), inspirée par son ancien complice….
La première marionnette connue de Gnafron est exposée au musée des arts de la marionnette, à Lyon.
Gnafron est célébré par les vignerons dès 1931 lorsqu'une statue est érigée en son honneur à Beaujeu, capitale du Beaujolais.

## Galerie

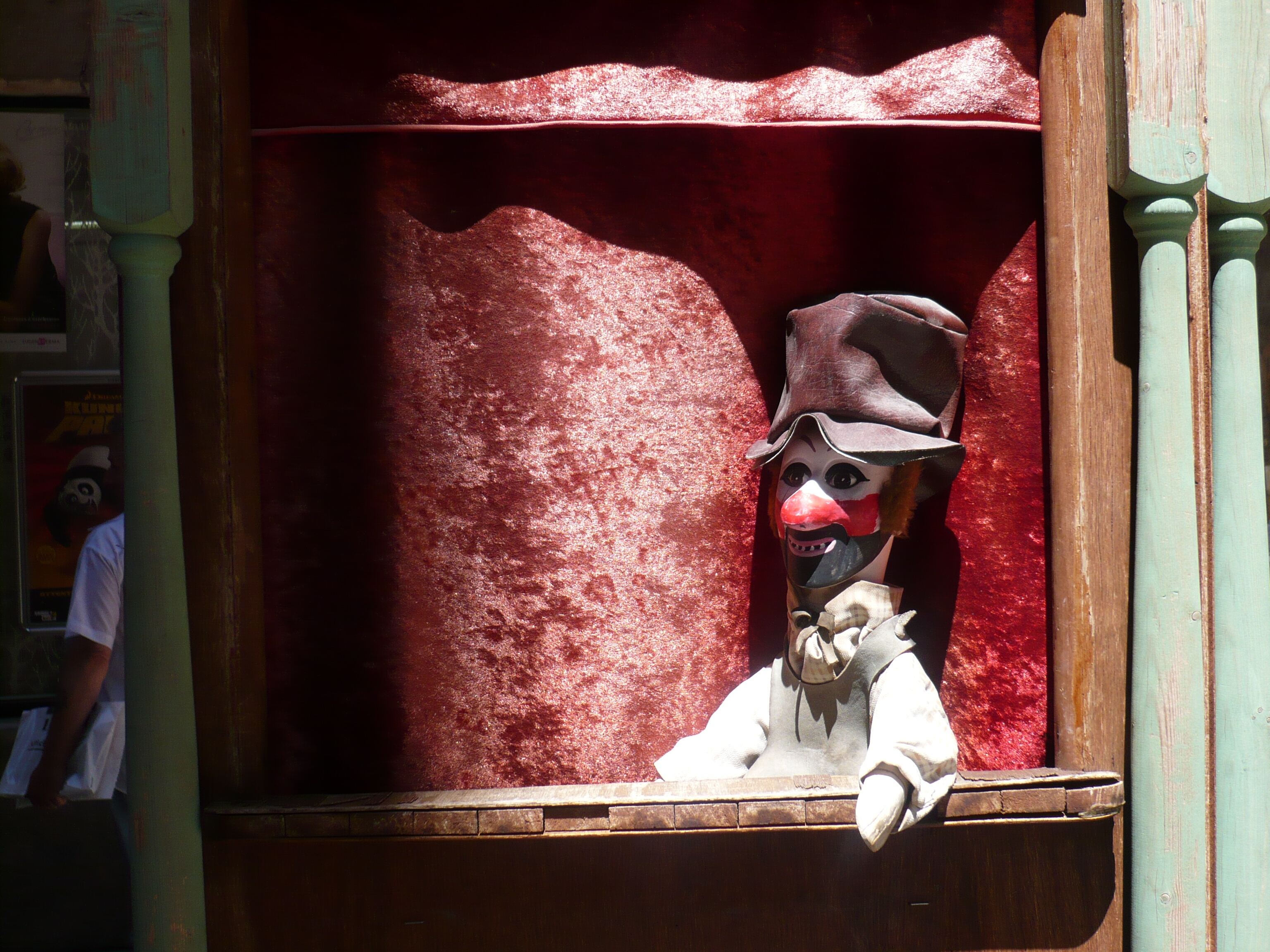
Gnafron à Lyon.
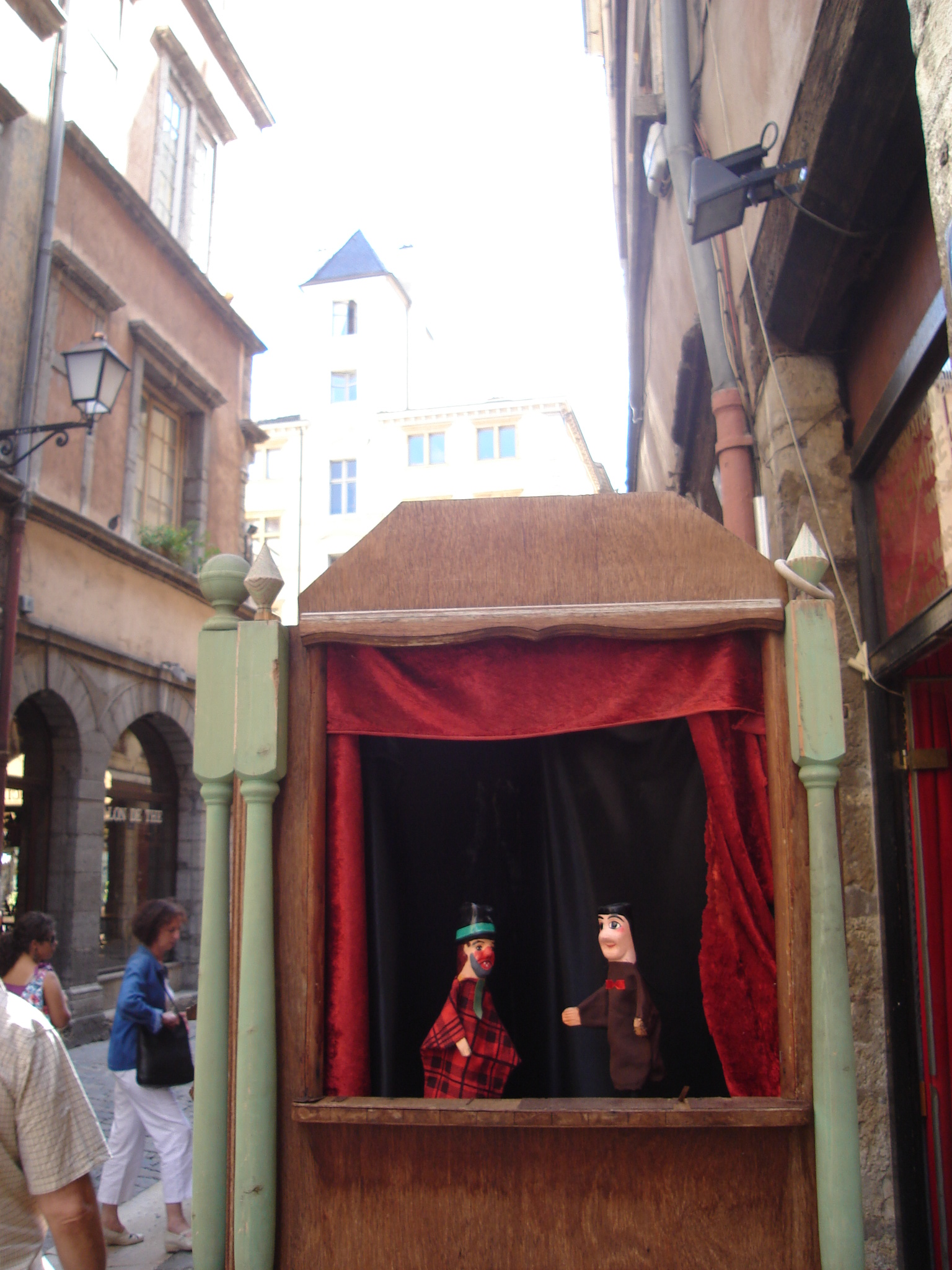
Guignol et Gnafron à Lyon, dans un castelet.
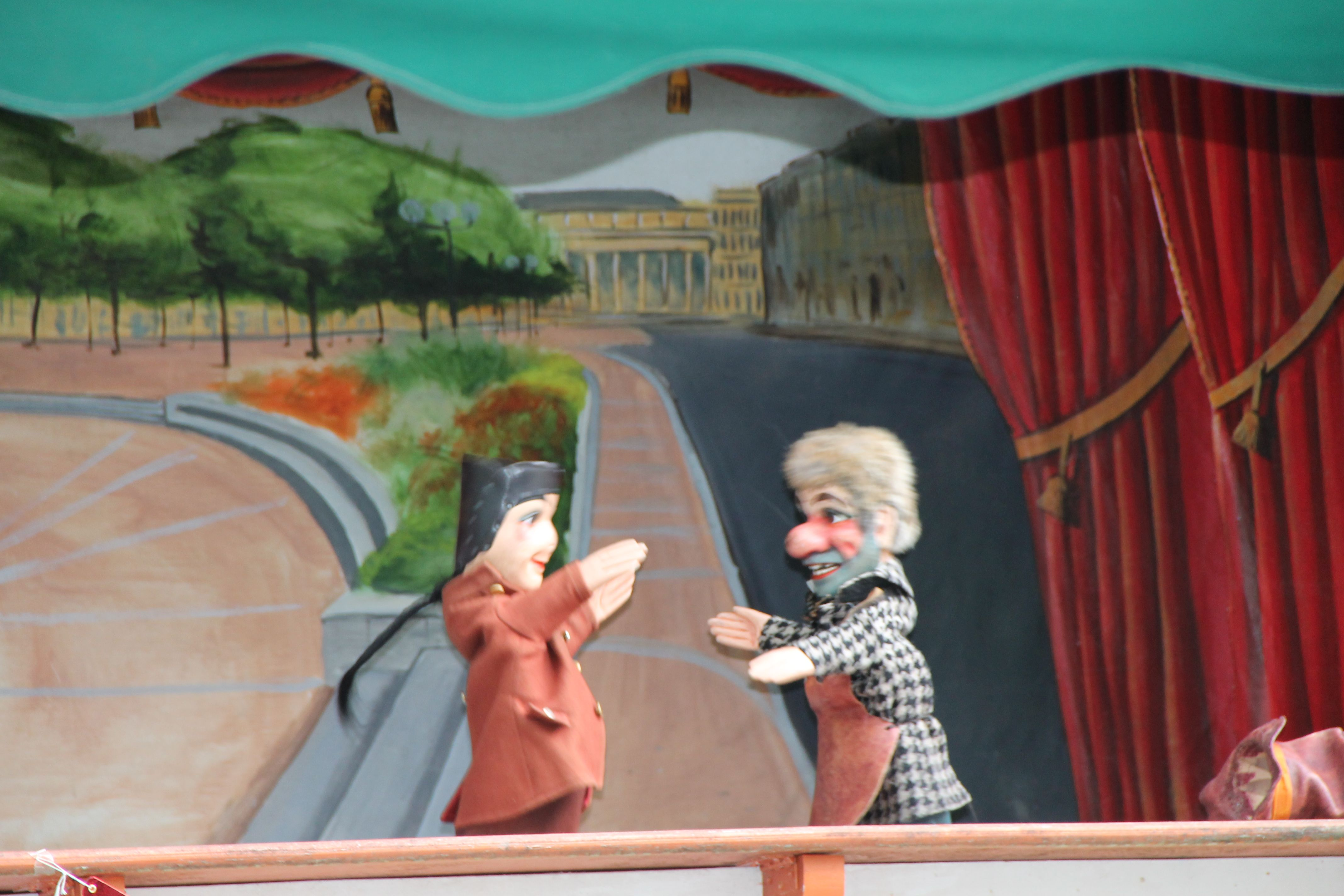
Guignol et Gnafron, spectacle du Guignol Guérin de Bordeaux au Parc bordelais.
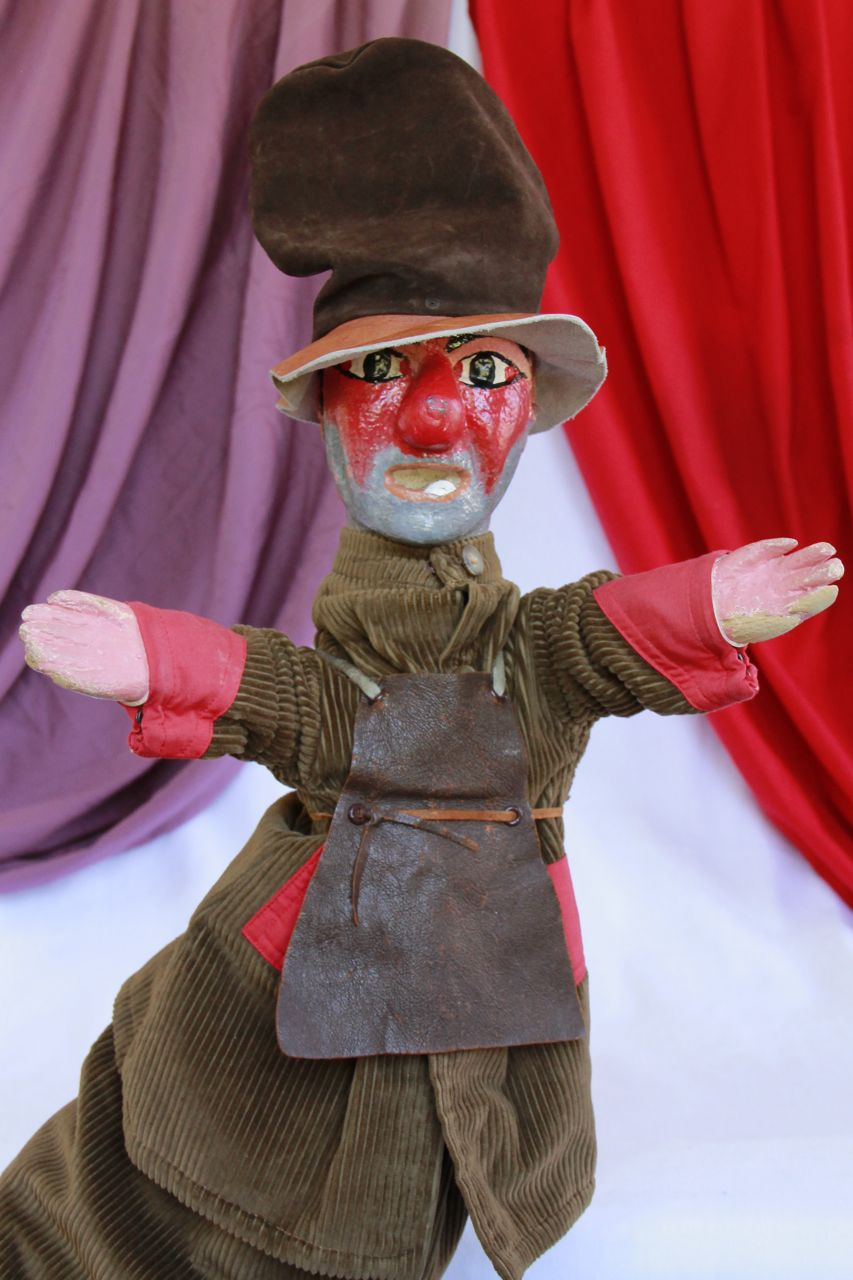
Marionnette de Gafron du Guignol Guérin.